# Terza Divisione Umbria 1928-1929
La Terza Divisione 1928-1929 è stata l'unico livello a carattere regionale del XXIX campionato italiano di calcio. Il suo fine era quello di permettere a tutte quante le società affiliate alla FIGC e non ammesse a partecipare alle divisioni superiori, di poter competere per la promozione in Seconda Divisione 1929-1930.
Questo è il girone unico organizzato dal Direttorio Regionale Umbro.

## Squadre partecipanti
| Squadra      | Città                  | Stagione precedente                                                   |
| ------------ | ---------------------- | --------------------------------------------------------------------- |
| A.S. Foligno | Foligno (PG)           | Club di nuova affiliazione                                            |
| S.S. Perugia | Perugia                | 5° in Seconda Divisione Sud/A, rinuncia a fine stagione               |
| Rieti F.C.   | Rieti                  |                                                                       |
| U.S. Tiferno | Città di Castello (PG) | In Seconda Divisione Sud/A, ritirata prima dell'inizio del campionato |

## Classifica finale[1]
|  | Pos. | Squadra | Pt | G | V | N | P | GF | GS | DR |
|  | ---- | ------- | -- | - | - | - | - | -- | -- | -- |
|  | 1.   | Foligno | 8  | 6 | 3 | 2 | 1 | 8  | 7  | +1 |
|  | 1.   | Perugia | 8  | 6 | 3 | 2 | 1 | -  | -  | -  |
|  | 3.   | Rieti   | 4  | 6 | 1 | 2 | 3 | 10 | 11 | -1 |
|  | 3.   | Tiferno | 4  | 6 | 1 | 2 | 3 | -  | -  | -  |

Legenda:
      Promosso direttamente in Prima Divisione Sud 1929-30.
Regolamento:

Due punti a vittoria, uno a pareggio, zero a sconfitta.
In caso di pari punti per le squadre fuori dalla zona promozione e retrocessione era in vigore il pari merito.
Note:
Il Foligno è stato promosso dopo aver vinto lo spareggio in campo neutro contro la ex aequo Perugia.
Rieti trasferito in Terza Divisione Lazio 1929-1930 nella stagione successiva.

## Risultati

### Tabellone
|         | FOL  | PER  | RIE  | TIF  |
| ------- | ---- | ---- | ---- | ---- |
| Foligno | –––– | 1-0  | 2-1  | 3-2  |
| Perugia | 3-3  | –––– | -    | -    |
| Rieti   | 4-1  | -    | –––– | -    |
| Tiferno | 1-1  | -    | -    | –––– |

## Spareggi

### Spareggio promozione
|         | Risultati |         | Luogo e data           |
| ------- | --------- | ------- | ---------------------- |
| Foligno | 1-0       | Perugia | Arezzo, 12 maggio 1929 |
|         |           |         |                        |

### Giornali
- Il Littoriale, quotidiano sportivo consultabile presso l'Emeroteca del CONI e la Biblioteca Nazionale Centrale di Firenze.
- Gazzetta dello Sport, anni 1928 e 1929, consultabile presso le Biblioteche:
  - Biblioteca Civica di Torino;
  - Biblioteca Nazionale Braidense di Milano,
  - Biblioteca Civica Berio di Genova,
  - Biblioteca Nazionale Centrale di Firenze,
  - Biblioteca Nazionale Centrale di Roma.

### Libri
- Luigi Saverio Bertazzoni (a cura di), Annuario italiano del giuoco del calcio, volume II 1928-29 (1929), Modena, F.I.G.C. - Bologna,  p. 272, Il libro è consultabile presso l'Emeroteca del CONI di Roma, la Biblioteca Universitaria Estense di Modena e la Biblioteca Nazionale Centrale di Firenze.